# 柘枝仙媛
柘枝仙媛（つみのえのやまひめ）は、奈良時代・平安時代に大和国（現在の奈良県）の吉野川に伝わっていた伝説上の人物・仙女。『万葉集』や『懐風藻』、『続日本後紀』などに見える。

## 概要
契沖の『万葉代匠記』や鹿持雅澄の『万葉集古義』などによると、柘枝仙媛伝説は以下の通りである。
むかし吉野川で味美稲（うましね、熊志禰（くましね）とも）という男が、簗をかけて魚をとっていると、柘（ヤマグワ）の枝が流れてきたので拾いあげたところ、その枝が女になった。味稲と女は結ばれたが、しかし後に女は天にとび去ってしまった。
この話は、本来は神婚説話（丹塗矢型、または羽衣型とも）であったのが、丹塗矢については諸説あるが、日本に遺物もないため古代中国の王政の朱矢のモチーフが伝搬したものかとも考察され、神仙思想と混ざり合った結果生まれたものであるとされる。

## 万葉集
『万葉集』に見える柘枝仙媛に関する和歌は以下の通りである。
- 霰降り 吉志美が岳を さがしみと 草取りはなち 妹が手を取る
  - 右の一首は、或は云はく、吉野の人味稲の柘枝仙媛に与へし歌そといへり。但し、柘枝伝を見るに、この歌あることなし。
- この夕 柘のさ枝の 流れ来ば　梁は打たずて 取らずかもあらむ
- 古に梁打つ人の無かりせば此処もあらまし柘の枝はも–
  - 右の一首は、若宮年魚麻呂の作。

## 懐風藻
『懐風藻』においては、紀男人の漢詩に、
万丈崇巌削成秀
千尋素濤逆折流
欲訪鍾池越潭跡
留連美稲逢槎洲
とあり、他にも藤原麻呂、多治比広成、高向諸足、藤原不比等らの詩に同じような話が見える。

## 続日本後紀
平安時代の『続日本後紀』には、嘉祥2年3月26日条に、興福寺の大法師等が仁明天皇が40歳になったこと際に献じた長歌の中に「三吉野爾有志熊志禰、天女、来通弖其後波、蒙譴天、毗礼衣、着弖飛爾支度云」とみえる。すなわち毗礼（ひれ）とは、肩巾や領巾のことであり、その「ひれ衣」を着て天に上ったとあり、羽衣型とされるゆえんである。